# The Hound of the Baskervilles (pel·lícula de 1988)
The Hound of the Baskervilles (també conegut com Sherlock Holmes: The Hound of the Baskervilles) és un telefilm britànic de 1983 dirigit per Brian Mills i produïda per Granada Television. Es tracta d'una de les cinc pel·lícules produïdes com a part de la sèrie de televisió Sherlock Holmes protagonitzada per Jeremy Brett com a Sherlock Holmes entre 1987 i 1993. La pel·lícula és una adaptació cinematogràfica de la novel·la El gos dels Baskerville (1902) d'Arthur Conan Doyle.
L'estrena televisiva de la pel·lícula a Gran Bretanya va tenir lloc el 31 d'agost de 1988. En l'edició en DVD de 2004 feta per Polyband a Alemanya hi apareixen en els extres els comentaris de Michael Ross, expert en Sherlock Holmes.

## Argument
El Doctor Mortimer demana a Sherlock Holmes que ajudi a protegir el jove hereu de la finca de Baskerville, Henry, que ha tornat a Anglaterra després de la mort del seu oncle Sir Charles Baskerville a causa d'un atac de cor. Des que Sir Hugo, un avantpassat, va matar una camperola i posteriorment va ser assassinat per un gos enorme, hi ha una llegenda a la zona sobre un gran gos demoníac que ronda pels erms de Yorkshire, que se suposa que havia de contribuir a la mort d'un noble. Sherlock, que no creu en les causes sobrenaturals de la mort de Baskerville, es proposa desentranyar la misteriosa mort i resoldre el cas amb l'ajuda del seu fidel ajudant, el Dr. Watson.

## Repartiment
- Jeremy Brett com a Sherlock Holmes
- Edward Hardwicke com a Dr. Watson
- Kristoffer Tabori com a Sir Henry Baskerville
- Raymond Adamson com a Sir Charles Baskerville
- Fiona Gillies com a Beryl Stapleton
- James Faulkner com a Stapleton
- Neil Duncan com a Dr. Mortimer
- Rosemary McHale com a Mrs. Barrymore
- Ronald Pickup com a Barrymore

## Producció
El pressupost de la pel·lícula va patir significativament la despesa excessiva en pel·lícules anteriors de la sèrie, Silverblaze i The Devil's Foot. Així doncs, The Hound of Baskerville es va rodar amb un pressupost molt més baix, cosa que va portar el productor Michael Cox a dir més tard que lamentava haver hagut d'escatimar en tot amb "Hound" i no haver tingut el "Hound" dels seus desitjos.
El rodatge no va tenir lloc a Dartmoor sinó als North Yorkshire Moors, més a prop de la seu de Granada, a Manchester. Aquests van ser escollits com a teló de fons de la història, ja que proporcionaven un paisatge d'erms autèntic, semblant a l'original i, a més, hi havia un històric ferrocarril de vapor que ja s'havia utilitzat prèviament per a rodar episodis anteriors. La finca dels Baskerville, en comptes de mostrar-se com un castell grandiós, esdevingué una mansió ombrívola amb un paisatge rústic i estrany; amb aquesta finalitat es va triar The Heath House a Staffordshire. Una altra localització va ser Croxteth Hall, prop de Liverpool.
El gos fantasmal i infernal de la pel·lícula va patir enormement la desafortunada misèria pressupostària. A causa d'això, el gos va ser una gran decepció, ja que la seva aparició es va veure dràsicament reduïda a unes poques imatges fugaces durant la història. A aquestes se li va afegir una animació de rotoscopi molt rudimentària, i per als primers plànols es va utilitzar un gos animatrònic, que no causava un efecte tan aterridor com hauria de tenir.

## Recepció
Tot i ser la versió filmada més fidel que pot existir, és sovint criticada pels habituals de la sèrie a causa de la seva evident manca de ritme.
Segons AllMovie, tot i que "no hi ha res dolent amb aquest remake", aquesta versió era innecessària "quan l'original era tan superlatiu". Tot i així, valora de manera positiva la personificació de Holmes que fa Jeremy Brett.